# Gokarna
Gokarna (kannada nyelven: ಗೋಕರ್ಣ) kisváros Indiában, az Arab-tenger partján, Karnátaka államban. 
Tengerparti üdülőhely és a szanszkrit tudományok központja. A főút nyugati végén levő ősi Mahábalésvara-templomot 1714-ben lerombolták a portugálok, majd később a helyiek újjáépítették. Siva születésnapját (febr-márc.) nagy ujjongással ünneplik itt. A város szűk utcáin templomi szekér vezeti a menetet, a hívők pedig Siva dicséretét zengő dalokat énekelnek. 

## Fordítás
- Ez a szócikk részben vagy egészben  a   Gokarna című angol Wikipédia-szócikk fordításán alapul.  Az eredeti cikk szerkesztőit annak laptörténete sorolja fel. Ez a jelzés csupán a megfogalmazás eredetét és a szerzői jogokat jelzi, nem szolgál a cikkben szereplő információk forrásmegjelöléseként.
- Ez a szócikk részben vagy egészben  a   Gokarna című német Wikipédia-szócikk fordításán alapul.  Az eredeti cikk szerkesztőit annak laptörténete sorolja fel. Ez a jelzés csupán a megfogalmazás eredetét és a szerzői jogokat jelzi, nem szolgál a cikkben szereplő információk forrásmegjelöléseként.